# Lage Vuursche
Lage Vuursche è una località della provincia di Utrecht, nel centro dei Paesi Bassi, situata tra la regione dell'Eemland e la regione dell'Utrechtse Heuvelrug e facente parte del comune di Baarn. Fino al 1857 faceva parte - insieme alla località di Hooge Vuursche - della soppressa municipalità di De Vuursche.

## Etimologia
La seconda parte del toponimo deriva dal termine germanico fursa, che significa "ginestra spinosa". La prima parte del toponimo è invece l'aggettivo olandese laag, che significa "basso", e che fu aggiunta per distinguere la località dal borgo limitrofo di Hooge Vuurse (letteralmente "Alta Vuurse").

## Geografia fisica

### Collocazione
Lage Vuursche si trova nella parte settentrionale della provincia di Utrecht ad est dei Loosdrechtse Plassen e ad ovest delle località di Baarn, Soestdijk e Soest Si trova inoltre a circa 17 km a nord di Utrecht e a circa 25 km ad ovest di Amersfoort.

### Suddivisione amministrativa
Fa parte della località anche la frazione di Pijnenburg.  Un tempo era considerata parte del territorio di Lage Vuursche anche la località limitrofa di Hooge Vuursche.

### Territorio
Lage Vuursche si trova in un'area prevalentemente boschiva.

## Società

### Evoluzione demografica
Il centro vero e proprio di Lage Vuursche conta circa 300 abitanti. Considerando però anche le aree circostanti, la popolazione cresce a 1.400 abitanti circa.

## Storia
La località di Lage Vuursche è menzionata sin dal 1200. Tuttavia, fino al XVII secolo, contava appena 4 case.
La località si sviluppò dopo che Gerard van Reede fece del vicino castello Drakensteyn la propria residenza. Furono così costruiti una chiesa, una scuola, un mulino, ecc.
A partire dagli anni sessanta del XX secolo, la località è stata classificata come borgo protetto.

## Architettura

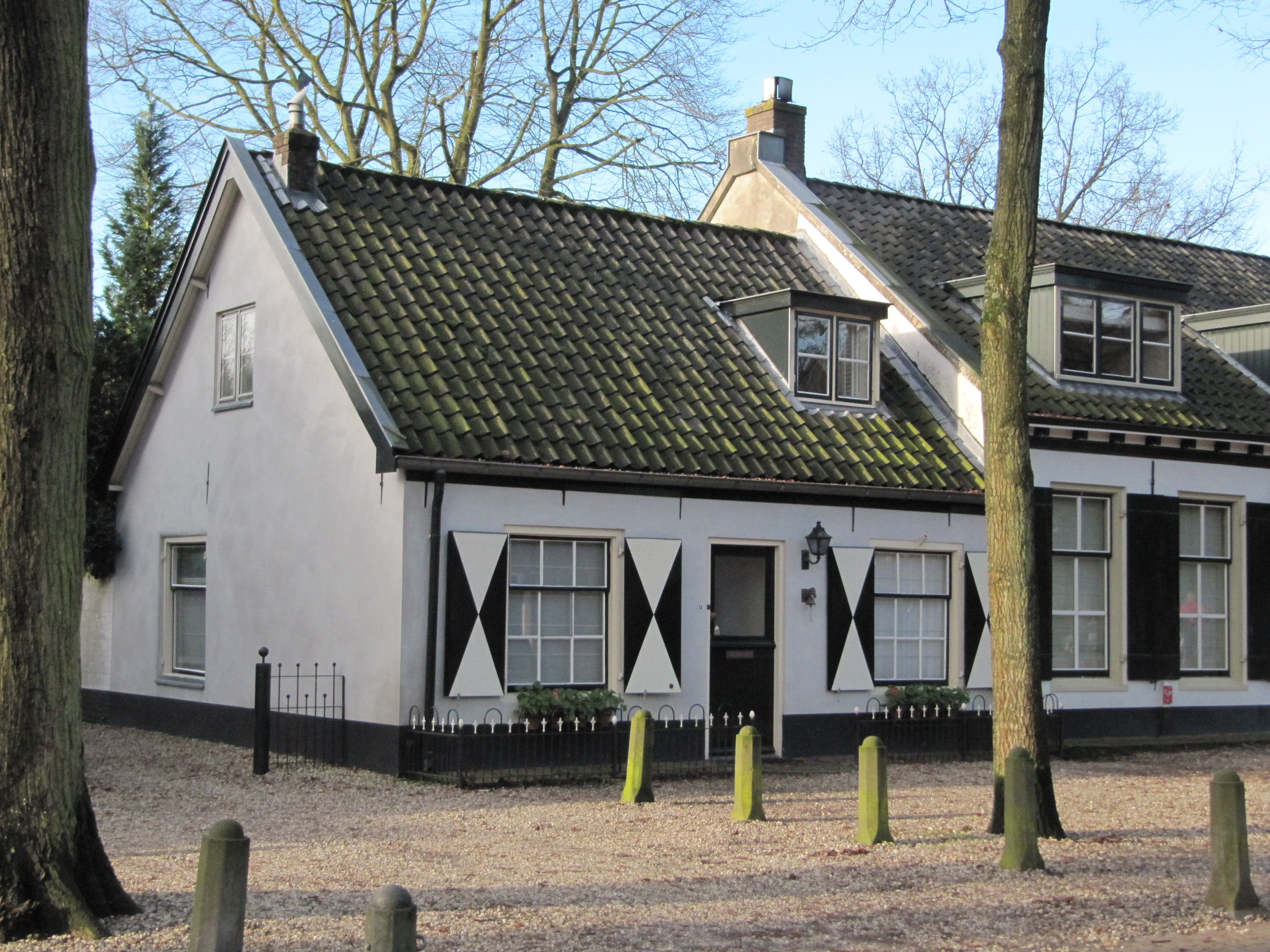
Edificio classificato come rijksmonument a Lage Vuursche

Lage Vuursche conta 47 edifici classificati come rijksmonumenten. Si tratta per lo più di abitazioni risalenti al XVIII-XIX secolo.

### Edifici d'interesse

#### Kasteel Drakensteyn
Al nr. 9 di Slotlaan, si trova il castello Drakensteyn (Kasteel Drakensteyn) o semplicemente Drakensteyn o Drakenstein, un edificio risalente al 1640-1643.
Fu, fino al 1980, la residenza dell'ex-regina dei Paesi Bassi Beatrice, che è tornata ad abitarvi dopo aver abdicato nel 2013.

#### Chiesa riformata De Stulp
La chiesa riformata "De Stulp" fu costruita intorno al 1650.

#### Klein Drakenstein
Al nr. 4 di Klosterlaan, si trova il Klein Drakenstein ("piccolo Drakenstein"), una fattoria risalente al 1780.

#### Ex-monastero di Santa Elisabetta
Sempre lungo la Klosterlaan, l'ex-monastero di Santa Elisabetta, costruito su progetto dell'architetto Van Ooijen e trasformato in casa di cura nel 1983.